# Georgi Milanov
Georgi Vencislavov Milanov (bulharsky Георги Венциславов Миланов) (* 19. února 1992, Levski, Plevenská oblast, Bulharsko) je bulharský fotbalový záložník a reprezentant, který působí v ruském klubu CSKA Moskva. Jeho dvojče, bratr Ilija Milanov je taktéž fotbalista, společně nastupují v bulharské reprezentaci.

## Klubová kariéra
Narodil se ve městě Levski v Plevenské oblasti, kde zpočátku hrával za místní klub. V roce 2005 se se svým bratrem Ilijou stal součástí fotbalové akademie Litexu Loveč.
1. srpna 2009 ve věku 17 let a 152 dní debutoval v A-týmu Litexu, nastoupil z lavičky na hřiště v utkání bulharského Superpoháru proti Levski Sofia, které skončilo porážkou Loveče 0:1. 3. prosince 2009 se podílel v utkání proti domácímu Pirinu Goce Delčev jedním gólem na vítězství Loveče 4:0. V sezóně 2009/10 získal s klubem bulharský ligový titul, který se podařilo obhájit i v následující sezóně 2010/11.
5. července 2013 podepsal pětiletou smlouvu s ruským klubem CSKA Moskva. Dle médií se přestupní částka měla pohybovat mezi 2,75 a 3,75 milionu eur. O hráče se zajímal i konkurenční bulharský klub CSKA Sofia a španělská Sevilla FC.

## Reprezentační kariéra
Milanov působil v mládežnických reprezentačních výběrech Bulharska v kategoriích do 19 a 21 let.

## Odkazy

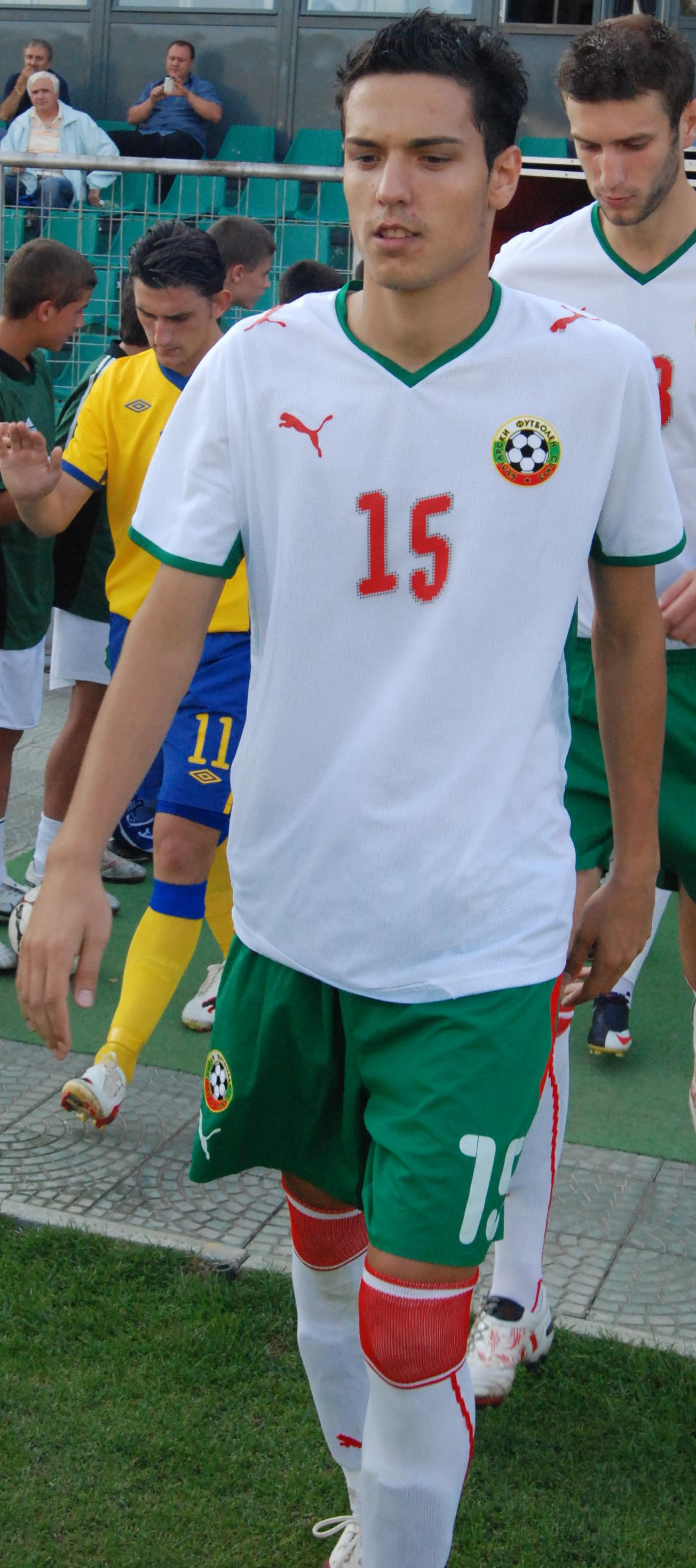
Georgi Milanov v dresu bulharské fotbalové reprezentace.

### A-mužstvo
V A-mužstvu Bulharska debutoval 7. října 2011 v domácím přátelském utkání proti Ukrajině, když nastoupil na hřiště v 67. minutě. Bulharsko prohrálo 0:3. První gól vstřelil v kvalifikaci na Mistrovství světa 2014 7. září 2012 v domácím střetnutí proti Itálii, v 66. minutě vsítil druhý gól Bulharska, které nakonec remizovalo s favorizovanou Itálií 2:2. 12. října 2012 nastoupil v základní sestavě v domácím střetnutí proti Dánsku, zápas skončil remízou 1:1. 22. března 2013 v Sofii čelil se svými spoluhráči národnímu týmu Malty, svým výkonem pomohl k vysokému vítězství Bulharska 6:0. Hrál v základní sestavě i v odvetném kvalifikačním utkání 26. března 2013 v Kodani proti Dánsku, které skončilo remízou 1:1. Bulharsko si udrželo druhé místo za vedoucí Itálií.

### Reprezentační góly
Góly Georgi Milanova v A-mužstvu Bulharska
| 010                    | 7. 9. 2012 | Národní stadion Vasil Levski, Sofie, Bulharsko | Itálie    | 2:20(66.) | 2:2 | kvalifikace na MS 2014 |
| 02                     | 5. 3. 2014 | Národní stadion Vasil Levski, Sofie, Bulharsko | Bělorusko | 1:00(14.) | 2:1 | přátelský zápas        |
| Platí k 6. březnu 2014 |            |                                                |           |           |     |                        |